# Pentapolitana

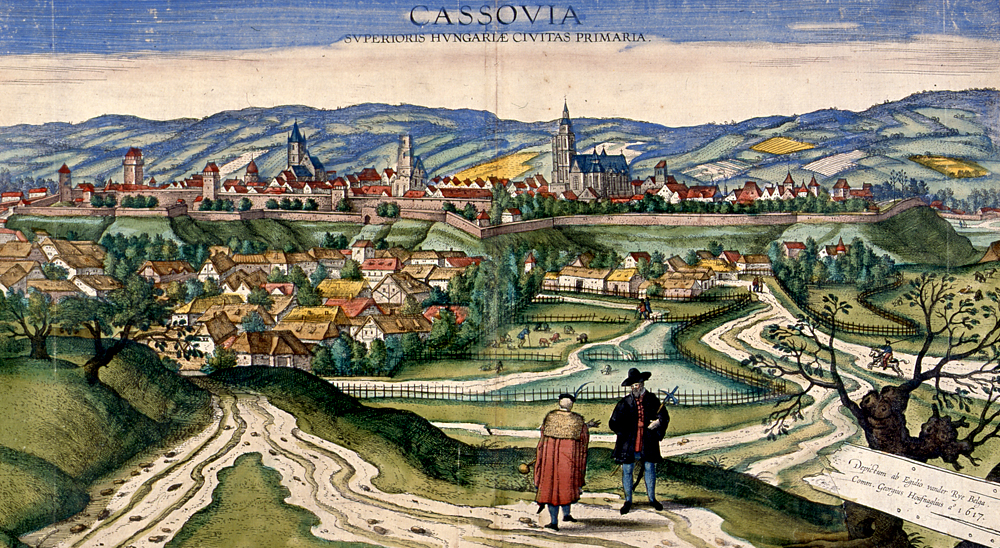
Košice im Jahr 1617, die Führungsstadt der Pentapolitana und Hauptstadt ganz Oberungarns

Die Pentapolitana (seltener auch Oberungarischer Fünfstädtebund; ungarisch auch Ötváros = „Fünfstädte“ oder Pentapolisz; slowakisch auch Päťmestie = „Fünfstädte“ oder Pentapolis; ausführlicher Name lateinisch Quinque liberae regiaeque civitates partium superiorium = „Fünf freie und königliche Städte des oberen Teils/Gebiets“) war ein 1412 gegründetes spätmittelalterlich-frühneuzeitliches Städtebündnis der fünf bedeutendsten Königlichen Freistädte (lateinisch: libera regiae civitas, ungarisch: szabad királyi város, slowakisch: slobodné kráľovské mesto) in Oberungarn (heutige östliche Slowakei, damals Teil des Königreichs Ungarn).
Der Hauptzweck des Bündnisses war die Kontrolle und Entwicklung des Handels, denn durch Oberungarn verliefen mehrere alte Handelswege. Weiterer Hauptzweck war der gemeinsame Schutz durch enge Beziehungen zum ungarischen Königshof gegen adelige Übergriffe, besonders hochadliger Magnatendynastien, die Ambitionen entwickelten, die reichen Königsstädte in ihren Besitz zu überführen, wie auch eine Interessenpolitik gegen zu hohe königliche Abgaben. Die führende Stadt des Bündnisses war Košice (deutsch Kaschau; ungarisch Kassa).
Auch nach dem allmählichen Niedergang der wirtschaftlichen Bedeutung dieser Handelsstädte von des Mitte des 16. Jahrhunderts bis Anfang des 18. Jahrhunderts bestand die Pentapolitana als traditioneller Städtebund weiter und wurde erst in den 1850er Jahren aufgelöst.

## Mitgliedsstädte

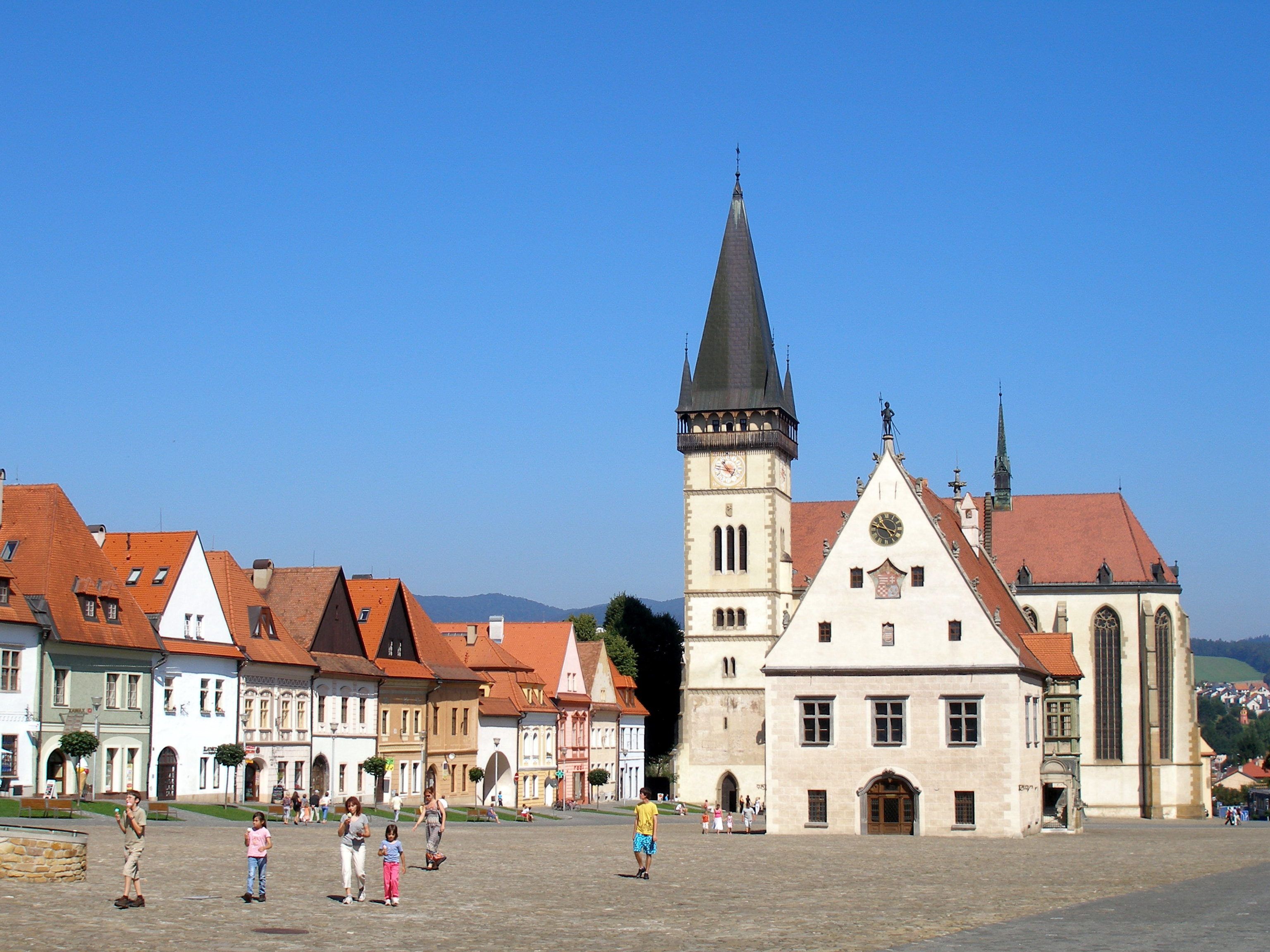
Bartfeld (Bardejov/Bártfa): Stadtkirche und spätgotisches Rathaus mit Renaissance-Elementen. Die erhaltene Innenstadt mit Stadtmauer und in slowakischen Bergregionen traditionellen Walmdächern, meistens Fußwalm-Dächer, gehört seit 2000 zum UNESCO-Weltkulturerbe.

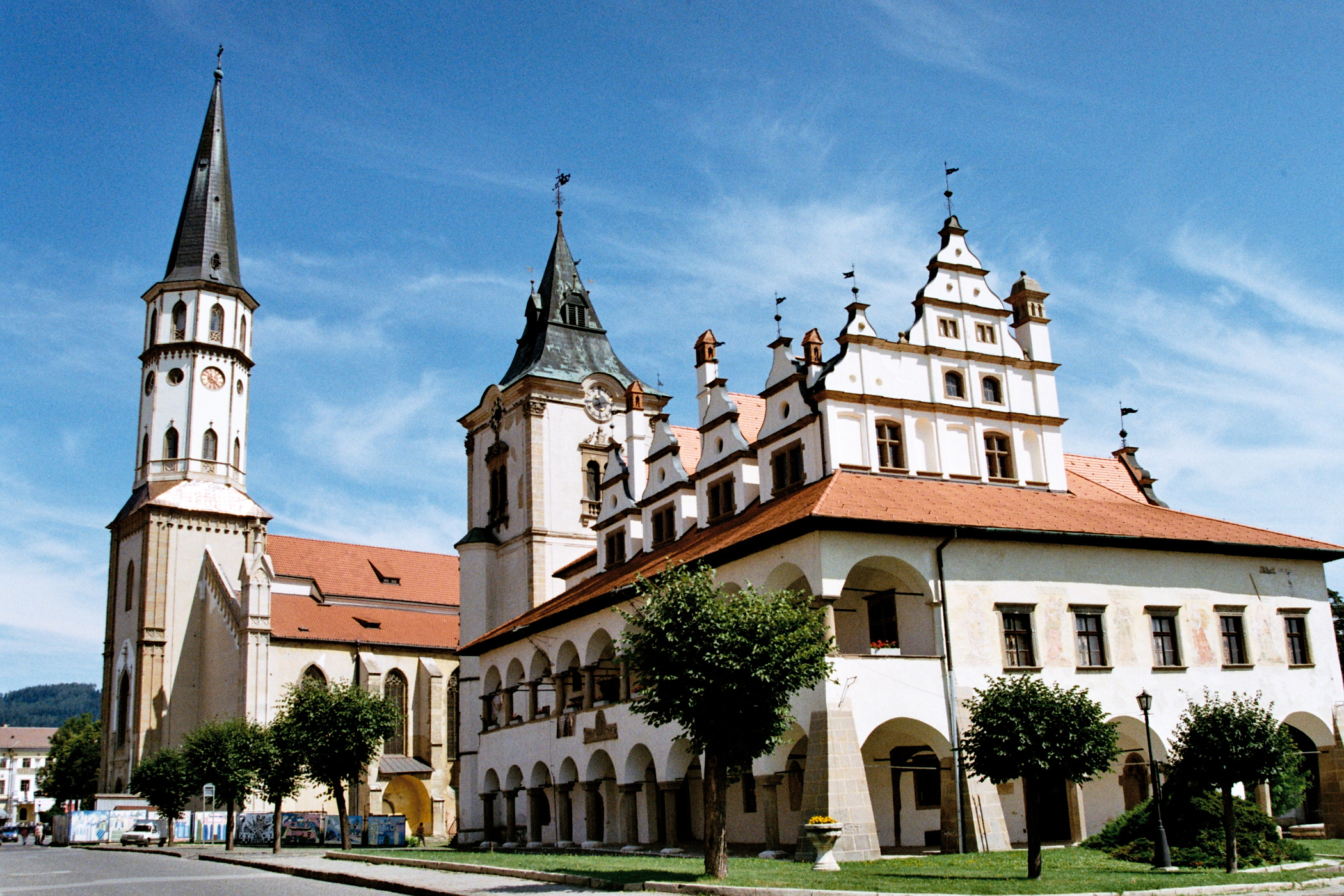
Leutschau (Levoča/Lőcse), Hauptstadt der Zips: Renaissance-Rathaus und St. Jakobs-Kirche, die Altstadt gehört seit 2009 zum UNESCO-Weltkulturerbe.

Die Mitgliedsstädte waren bis ins 17. Jahrhundert (mit ungarischem Namen, danach verlinkt heute offizieller slowakischer Name, danach die deutsche Namensvariante, Reihenfolge nach Größe und Bedeutung in der Pentapolitana absteigend):
- Kassa (slowakisch Košice, deutsch Kaschau)
- Lőcse (sk.: Levoča, dt. Leutschau)
- Eperjes (Prešov, dt. Eperies)
- Bártfa (Bardejov, dt. Bartfeld)
- Kisszeben (Sabinov, dt. Zeben)

Die Gründungsmitglieder waren anfangs eher vier Städte: Leutschau im Komitat Zips (gleichzeitig dessen Hauptstadt), Bartfeld und Eperies im Komitat Sáros und die Führungsstadt Kaschau im Komitat Abaúj, gleichzeitig das Verwaltungszentrum des Komitats und ganz Oberungarns. Bereits beim ersten Treffen 1412 war Zeben, ebenfalls im Komitat Sáros, beteiligt, fehlte aber in den nächsten Jahrzehnten, im 16. Jahrhundert trat es sporadisch wieder bei, erst nach Fürsprachen des ungarischen Königs trat diese kleinste Mitgliedsstadt (ungarisch Kisszeben bedeutet „Klein-Szeben“, weil Hermannstadt in Siebenbürgen ungarisch Nagyszeben=„Groß-Szeben“ heißt) ab den 1580er Jahren dauerhaft bei. Der griechisch-mittellateinische Name „Pentapolitana“ des Städtebundes bildete sich im Zeitgeist des Renaissance-Humanismus im späten 15. Jahrhundert, als Zeben bereits dazugezählt wurde, aber noch kein festes Mitglied war.
Die beiden anderen freien Königsstädte der Zips traten aufgrund ihrer Konkurrenz zu Leutschau nicht bei, Pudlein war unter polnischer Verwaltung. Die Rivalität zu Käsmark wurde im 14. Jahrhundert und 28 Jahre lang im 15. Jahrhundert gewaltsam um das Stapelprivileg (Lagerrecht für Waren) und die Frage der Komitatshauptstadt ausgetragen, was schließlich Leutschau mit Hilfe der Pentapolitana und des Feldherrn Johann Giskra gegen Käsmark (unterstützt von Johann Hunyadi) für sich entscheiden konnte. Käsmark (sk. Kežmarok, ung. Késmárk), das Ende 16. Jahrhundert trotzdem reichste Zipser Handelsstadt wurde, trat erst im 17. Jahrhundert, der Zeit des Niedergangs, der Pentapolitana als sechste Stadt bei. Heute liegen alle diese Städte in der Ostslowakei (damals Oberungarn).
Alle Städte hatten bis Anfang des 18. Jahrhunderts ein vorwiegend deutschsprachiges Städtebürgertum, ihr Leitprinzip bezeichneten sie noch im 16./17. Jahrhundert auf Lateinisch concordia und auf Deutsch „Gemeinschaft, Einigkeit, Eintracht“. Nach schweren Bevölkerungsverlusten im 17./18. Jahrhundert durch Kriege zwischen dem Königlichen Ungarn, zu dem Oberungarn allgemein gehörte, und dem rivalisierenden Fürstentum Siebenbürgen, das es im 17. Jahrhundert mehrfach vorübergehend eroberte, und auch als die Folge der Kuruzenaufstände und nach der folgenden Wiederbesiedlung im 18. Jahrhundert, besonders im Zuge der katholischen Gegenreformation unter Leopold I., Karl VI. und Maria Theresia wurde das deutschsprachige Städtebürgertum schrittweise zur Minderheit gegenüber dem slowakischen und (besonders in Kaschau) ungarischen Bürgertum römisch-katholischer Konfession. Allein Käsmark hatte noch bis zum Ersten Weltkrieg eine absolute, bis zum Zweiten Weltkrieg eine relative deutschsprachige Bevölkerungsmehrheit (Zipser Sachsen).

## Organisation und Aufgaben
Die Generalversammlung der Delegierten des Städtetages der Pentapolitana trat zu vielen Anlässen meistens in Kaschau, seltener in Bartfeld zusammen. Dabei stellte nach traditionellem Schlüssel Kaschau 1/3 der stimmberechtigten Delegierten, Leutschau stellte 1/4, die übrigen Stimmen teilten sich die anderen Mitgliedsstädte in der Form, dass davon jeweils 2/5 an Eperies und Bartfeld und 1/5 an Zeben fielen, also jeweils doppelt so viele an Eperies und Bartfeld, wie an Zeben, die kleinste Mitgliedsstadt. Einheitlich umgerechnet stellte also Kaschau vier Zwölftel, Leutschau drei Zwölftel, Eperies und Bartfeld zwei Zwöftel und Zeben ein Zwölftel der Delegierten. Die Generalversammlung konnte zu konkreten Anlässen von einer Mitgliedsstadt einberufen werden, wenn eine zweite zustimmte. Wichtige Beschlüsse sollten nach Möglichkeit einstimmig gefällt werden.
Es gab zahlreiche konkrete Anlässe der Einberufung der Generalversammlung der Delegierten, wie aktuelle Ereignisse, Krönungsvorbereitungen, Finanzplanungen, Vereinheitlichung der Stadtrechte nach Vorbild Kaschauer Rechts, Vereinheitlichungen der Zunftrechte und Lösung von Konflikten der Zünfte der Mitgliedsstädte untereinander, Vereinheitlichung der Handelsrechte und Lösung von Konflikten der Kaufmannsgilden der Mitgliedsstädte, Religionsfragen, Sicherungen und Ausbau der Handelsstraßen, Nachrichtenwege und Räuberbekämpfung, Abwehr von Forderungen und Übergriffen des Adels und die Erörterung und Akzeptanz oder Klage gegen Abgabenforderungen königlicher Ämter („Kammern“) u. v. a. Hauptaufgaben der Pentapolitana war die gemeinschaftliche Verteidigung ihres privilegierten Status als freie königliche Städte gegen Übergriffe der Magnaten, die mehrfach versuchten, sie in ihren Besitz zu bringen, notfalls auch militärisch, die Verteidigung gegen Wegelagerer und fremde Heere und die Förderung des Handels, der Handelsstraßen, des Handwerks und des Wirtschaftslebens. Wie alle wirtschaftlichen Bündnisse erstrebte auch die Pentapolitana eine interne Vereinheitlichung des Finanz- und Währungswesens (die einheitliche Münzprägung der Pentapolitana-Städte geschah zuletzt nur in Kaschau), des internen Handelsrechts und des Zunft- und Handwerksrechts, weil sie generell den wirtschaftlichen und kommerziellen Aufschwung fördert. Neben der Generalversammlung, auf der wichtige Fragen beraten und gemeinschaftlich entschieden wurden, hatte die Pentapolitana im Gegensatz zu den Zipser Städtebünden und den Bünden der Bergstädte keine gemeinsamen zentralen Institutionen, keinen Hauptmann, Grafen, keine übergeordnete Verwaltung und kein übergeordnetes gemeinsames Berufungsgericht. Die Umsetzung der Beschlüsse lag allein bei den Stadtverwaltungen und Stadtgerichten der fünf freien königlichen Städte.
Die Pentapolitana verfügte als Bund freier königlicher Städte, die nur direkt dem König Abgaben zu entrichten hatten, über enge Kontakte zum Königshof und verteidigte und erweiterte dadurch ihre Stellung. Die ungarischen Könige, wie alle Herrscher der Zeit oft in Finanznot, ließen sich Bestätigungen und Erweiterungen der Privilegien von den wohlhabenden Städten oft bezahlen. Trotzdem agierten die Handelsstädte nicht nur im eigenen Interesse, sondern repräsentierten beim König auch andere Handels- und Bergbaustädte der Zips und Umgebung, zu denen sie enge kommerzielle Beziehungen unterhielten und die keine regelmäßigen Kontakte zum Königshof hatten, besonders auch die Bergstädte der Unterzips, die in der „Oberungarischen Heptapolitana“ vereint waren und mit denen die Pentapolitana sehr enge Kontakte unterhielt. In der zweiten Hälfte des 15. Jahrhunderts konnte Leutschau mit Hilfe der Pentapolitana Angriffe des Zipser Erbgrafen Imre Zápolya (der auch erfolglos versuchte, Käsmark zu unterwerfen) auf seine städtische Autonomie, der es zu seiner Residenzstadt machen wollten, dauerhaft abwehren. Auch mehrere Erhöhungen des königlichen Zinses durch die königliche Zipser Kammer in Kaschau für die gesamte Zips, des Oberungarischen königlichen Landeshauptmanns (kapitán), und anderer königlicher Ämter, wie der Oberungarischen Landeskammer, der Oberungarischen Salzkammer oder der Oberungarischen Bergkammer, alle mit Sitz im Kaschau, konnte die Pentapolitana durch Einspruch beim König oder durch Klagen am Hofgericht stoppen oder verändern.
In den Handelsstraßen zwischen den Mitgliedsstädten der Pentapolitana, die durch ihr Wirken gesichert, geschützt und soweit ausgebaut wurden, dass sie als die besten Straßen Ungarns galten, unterhielt die Pentapolitana ein eigenes Nachrichtenverbindungssystem mit Postläufern (cursores) und ein Postsystem, das auch von Privatleuten genutzt werden konnte.

## Geschichte

### Entstehung der Städte und Erhebung zu königlichen Freistädten

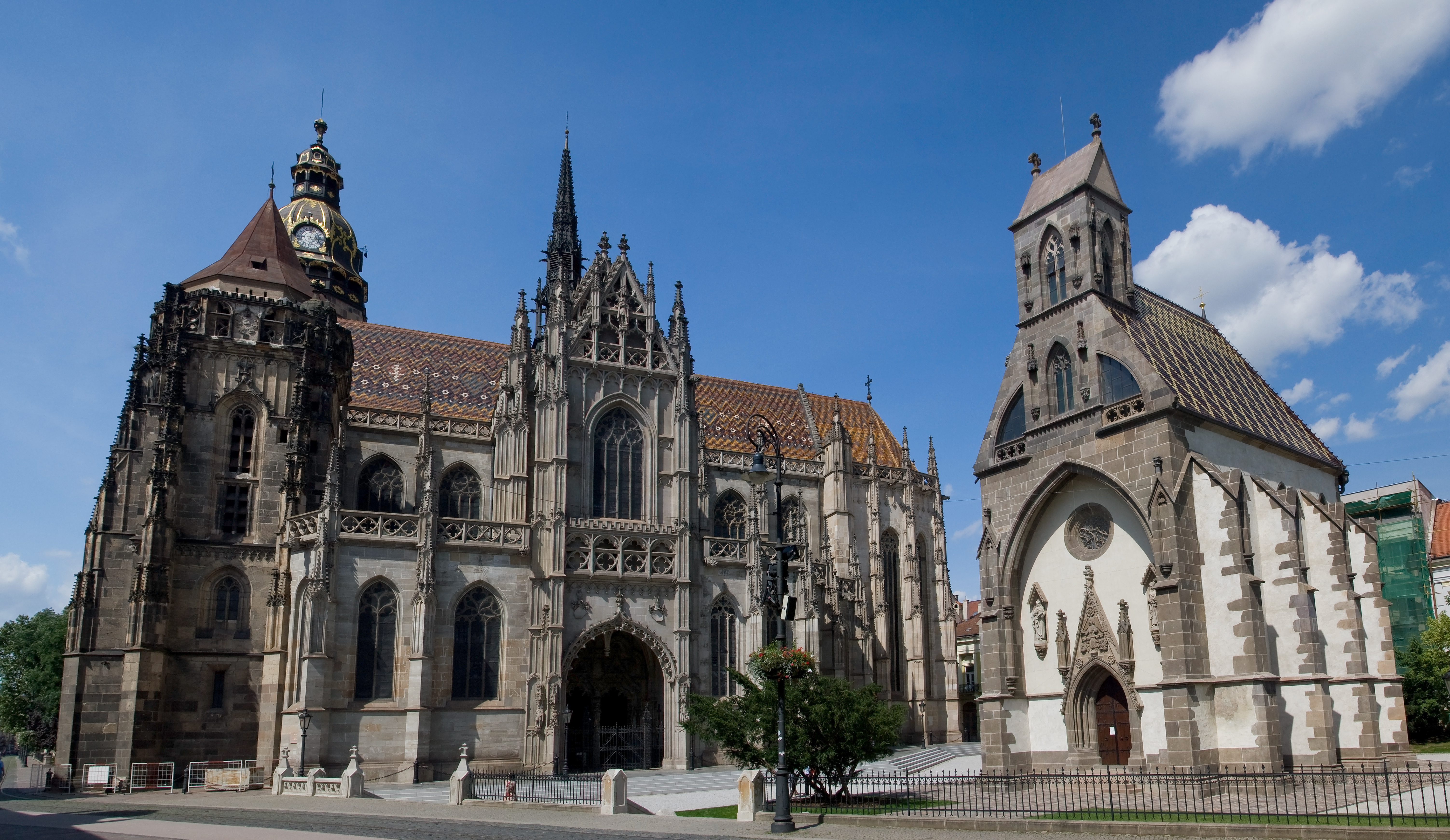
Kaschau (Košice/Kassa): Elisabethdom und Michaelskirche aus dem 14.–15. Jahrhundert

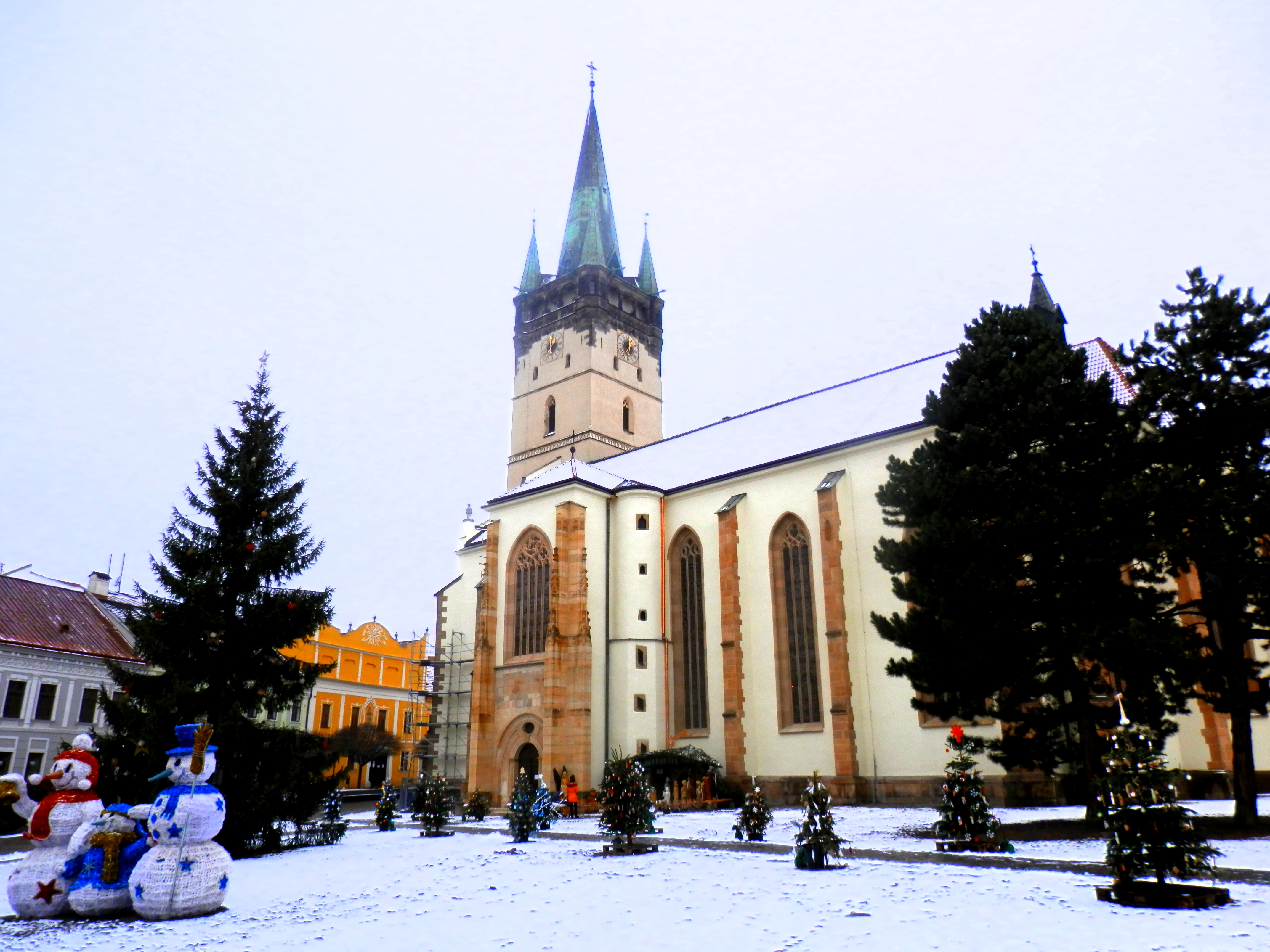
Eperies (Prešov/Eperjes): Nikolaus-Konkathedrale aus dem 14. Jahrhundert

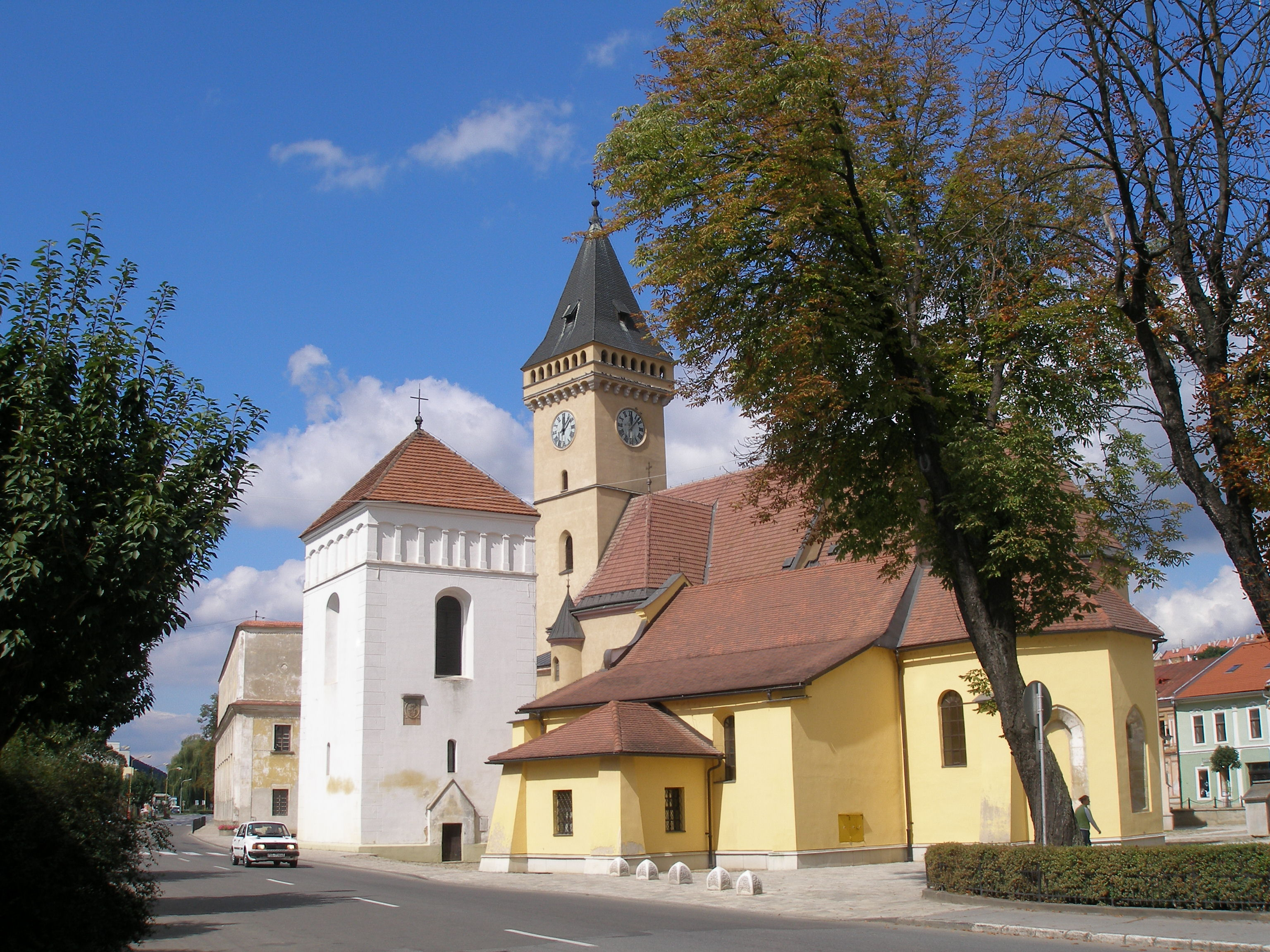
Zeben (Sabinov/Kisszeben): Johannes-der-Täufer-Kirche, Marienkapelle aus dem 13.–14. Jahrhundert und Renaissance-Glockenturm

Nach Quellenangaben und archäologischen Ausgrabungen befanden sich an der Stelle aller fünf bzw. sechs Pentapolitana-Städte bereits im Frühmittelalter slawisch-altslowakische frühstädtische Handelsplätze, teilweise mit deutlich früheren Anfängen, denn durch die Zips und die östliche Nachbarschaft führen die wichtigsten Fernhandelsstraßen vom ungarischen Tiefland und dem Schwarzen Meer durch die Karpaten nach Polen und zur Ostsee. Diese verlaufen entlang der Flusstäler der Theiß und des Hornád (hier liegt Kaschau) aufwärts entweder direkt oder östlicher über die Torysa (hier liegt Eperies) nach Westen zum zur Ostsee entwässernden Poprad (am Knotenpunkt beider Landverbindungen liegt Leutschau), diesen flussabwärts (hier liegt Käsmark, eine weitere Verbindung aus Westungarn von der Donau über die Waag ist hier angeschlossen) weiter zum Dunajec und zur Weichsel. Parallele Verbindungen verlaufen östlicher die Torysa höher (hier liegt Zeben) direkt zum Dunajec, oder noch östlicher über die Theiß–Bodrog–Ondava–Topľa (hier liegt Bartfeld) zum Dunajec. Diesen Hauptzugang nutzten die Mongolen 1241/42 (siehe Schlacht bei Muhi) bei ihrem Einfall aus Südpolen nach Ungarn, bei dem besonders diese Region weitgehend zerstört und mehrheitlich entvölkert wurde.
Bereits im 12. Jahrhundert und Anfang des 13. Jahrhunderts siedelten sich im Rahmen der hochmittelalterlichen Ostsiedlung zumeist deutschsprachige, in dieser Frühzeit auch oft französisch- und italienischsprachige Siedler in Ungarn an. Die Siedler dieser ersten Welle wanderten anfangs spontan ein, als Folge der Bekanntschaft mit Ungarn durch die Kreuzzüge auf dem Landweg. Später wurden sie von den ungarischen Königen durch Privilegien angeworben, die die städtische Entwicklung, in einzelnen Regionen, wie Siebenbürgen, auch die ländliche Besiedlung und den Bergbau (im Ungarischen (Slowakischen) Erzgebirge, dazu gehört die Unterzips zwischen Kaschau und Leutschau) fördern wollten. Aus dieser frühen Phase stammte eine deutschsprachige Stadtsiedlung in Kaschau neben der älteren slowakischen Siedlung und die ersten deutschen Zuwanderer in Bardejov. Weil Kaschau und Bartfeld auf die ältesten königlichen Privilegien verweisen konnten, hatten sie später in der Pentapolitana eine altehrwürdigen, hierarchisch höheren Status mit Sonderrechten, wie dem Tagungsort der Generalversammlung der Pentapolitana, obwohl zumindest Bartfeld nicht zu den größten und reichsten Mitgliedsstädten gehörte, die waren Kaschau und Leutschau.
Nach den Bevölkerungsverlusten durch den Mongoleneinfall siedelten die ungarischen Könige Mitte des 13. Jahrhunderts–Mitte des 14. Jahrhunderts in der gesamten Zips zahlreiche deutschsprachige Siedler an, meist aus dem westmitteldeutschen (Rheinland) und ostmitteldeutschen Dialektbereich (Schlesien, Thüringen und der Markgrafschaft Meißen, die erst seit dem 15. Jahrhundert Sachsen genannt wurde); eine kleinere Gruppe stammte aus dem bairischen Dialektgebiet, vorwiegend Bergleute aus Bayern und Tirol, deutlich geringer als vorher war der Anteil der latini, französisch- und italienischsprachiger Siedler. Im königlichen Zipser Freibrief 1271 gewährte König Stephan V. diesen Zipser Sachsen autonome Privilegien (ähnlich dem Goldenen Freibrief/Privilegium Andreanum von 1224 für die Siebenbürger Sachsen): unbegrenztes Siedlungsrecht im Komitat Zips (in Nachbargebieten schlossen sich Adlige der Besiedlungspolitik an), die Befreiung von einigen Sondersteuern und Zöllen, die Befreiung von allen Abgaben, Frondiensten und Leibeigenschaft an den ungarischen Adel und das Privileg, interne politische und juristische Angelegenheiten nach eigenen Rechtstraditionen selbst zu regeln. Nur eine gemeinschaftliche Abgabe an den ungarischen König, das terragium, auch „Martinszins“ genannt, weil die ungarischen Könige nach fränkischem Vorbild St. Martin als Schutzheiligen sahen, musste entrichtet werden. Im Gegenzug hatten die Zipser Sachsen dem König 50 Lanzenreiter zu stellen und die Grenzsicherung in der Zips zu übernehmen. Die ungarischen Könige verbanden in diesem komplexen Privilegiensystem somit die Anwerbung von Siedlern aus dem im Hochmittelalter überbevölkerten Westmittel- und Westeuropa, die weiter entwickelte Landwirtschaftstechniken (z. B. Dreifelderwirtschaft, Wendpflug, Fischteiche) und Bergbautechniken zum Landesausbau mitbrachten, mit der Grenzsicherung, der militärischen Stärkung und der Festigung ungarischer Herrschaft im Grenzgebiet durch aufgrund der Königsprivilegien loyale Bevölkerungsgruppen. Die Zipser Sachsen („Sachsen“ bezeichnet wie bei den Siebenbürger Sachsen eine im ungarischen Feudalsystem mit autonomer Selbstverwaltung privilegierte deutschsprachige Minderheit, ist keine Herkunftsangabe) bildeten bis ins 15., teilweise 18. Jahrhundert das politische, wirtschaftliche und kulturelle Rückgrat der Zips. Im Unterschied zu den Siebenbürger Sachsen gab es unter den Zipser Siedlern, die oft Bauern, Handwerker und Bergleute waren, anfangs wenig Standesunterschiede, die in Quellen als „einfache Leute“ bezeichnet werden. Generell gingen die übrigen slowakischen Stadtbewohner und die romanischen Siedler schnell in die Zipser Sachsen auf. Die Zips blieb trotzdem immer vielsprachig und multiethnisch. In dieser Phase entstanden die zipser-sächsischen Städte Leutschau, Käsmark und viele weitere Handelsstädte, vom Bergbau lebende Bergstädte und Kolonistendörfer in der Zips, die den Bund der Zipser Sachsen aus 42 bis 44 Ortschaften bildeten, der bis ins 15. Jahrhundert jährlich den Grafen des Komitats Zips („Sachsengraf“) auf der Zipser Burg wählte und nach ihrem deutschen Gewohnheitsrecht, der 1370 erstmals niedergeschriebenen Zipser Willkür, ein eigenes autonomes Gerichtswesen organisierten. Die autonomen Selbstverwaltungsinstitutionen der Zipser Sachsen saßen in Leutschau, das sich allmählich zur Hauptstadt entwickelte. Auch Eperies, das nicht in der Zips, sondern im Komitat Scharosch liegt, wurde von Zipser Sachsen begründet, von denen einige weiter zogen und Zeben gründeten, wie sie auch die Mehrheit der Neubürger in Bartfeld bildeten. Diese drei Städte außerhalb der Zips wurden deshalb (neben Groß-Scharosch) auch ins Zipser Recht, die Zipser Willkür übertragen. Nur Kaschau hatte eine eigene Rechtstradition, die später in der Pentapolitana aber zum Vorbild der Stadtrechte der anderen Mitglieder wurde.

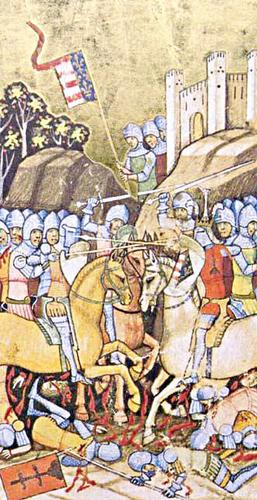
Schlacht von Roszgony 1312 in der Chronice Hungarorum. Vorn in rotem Wams: König Karl I. Robert, davor der schon gefallene Träger der königlichen Standarte. Sein Heer bestand in dem Jahr vorwiegend aus Zipser Sachsen. Vorn links: Aba der Große und Verwandte und ihr durch Aufgebote von Matthäus Csák größeres Heer, im Hintergrund der Entsatz der Kaschauer Bürgerschaft mit Stadtflagge, deren Belagerung durch die Abas der König beendet hatte.

Das Kalkül der ungarischen Könige, mit der Privilegierung der Zipser Sachsen und anderer Siedler politisch-militärische Stützen zu schaffen, wurde über 40 Jahre nach dem Zipser Freibrief für sie entscheidend. In der Schlacht von Rozgony bei Kaschau 1312 besiegte König Karl I. Robert von Anjou die mächtigsten ungarischen Kleinkönige Matthäus Csák und das Geschlecht Aba, wobei die Kaschauer Stadtbürgerschaft die zähesten königstreuen Feinde der Aba-Kleinkönige und mit den Zipser Sachsen gemeinsam die kriegsentscheidende Unterstützung des schon geschwächten königlichen Heeres gegen Csáks Hilfsheer und die Abas stellten, woraufhin der König die Autorität der Zentralmacht gegen die Kleinkönige wieder herstellen konnte. Zum Dank bestätigte und erweiterte Karl I. Robert 1317 und 1328 die Privilegien der Zipser Städte, diesmal explizit bezogen auf die Stadtbürgerschaften. Sein Nachfolger Ludwig I. der Große erhob in den 1340er Jahren Kaschau, Leutschau und Käsmark zu königlichen Freistädten, 1374 folgten Eperies und 1376 Bartfeld, womit er die reichsten und mächtigsten Handelsstädte zum Gegengewicht gegen die (parallel auch in Landgebieten der Zips) weiterhin mächtigen hochadligen Magnatenfamilien aufbauen wollte. Unter seinen Nachfolgern erhielten noch die kleineren Handelsstädte Zeben 1405 und Pudlein 1412 diesen Sonderstatus. Damit veränderte sich der Bund der Zipser Sachsen. Nach den Privilegien Karls I. Robert nur für städtische Gemeinden schieden die Dörfer, die keine Stadtrechte erhalten hatten, aus dem Bund aus, blieben Rechtsgebiet der Zipser Willkür, waren aber nicht mehr an der Wahl des Zipser Sachsengrafen und der Richter beteiligt. Nach den Erhebungen Ludwigs I. traten diese freien Königsstädte, nun mit höherwertigen Privilegien versehen, 1344 aus dem Bund aus. Übrig blieb der Bund der 24 Zipser Städte, der noch bis ins 15. Jahrhundert die Zipser Grafen wählte, seine Stadtgebiete aber als Sonderprovinz zunehmend von der ländlichen Zips abschirmte. Die königlichen Freistädte gehörten ihm nicht mehr an.

### Gründung der Pentapolitana und Blütezeit
Das erste nachweisbare Treffen der Repräsentanten der fünf Städte fand 1412 statt, endgültig entstand der Städtebund zwischen 1440 und 1445 und erhielt im späten 15. Jahrhundert seinen Namen. Es gibt Hypothesen, dass seine Anfänge in der zweiten Hälfte des 14. Jahrhunderts liegen könnten, aber vielleicht hatten die wohlhabenden freien Königsstädte unter dem Schutz der politischen Dominanz des benachbarten Bundes der 24 Zipser Städte und der engen Beziehungen zum Königshof in dieser Zeit des Aufblühens der Zips und ganz Oberungarns auch noch kein festes Bündnis. Um 1412 häuften sich Gefahren, auf die sie nur gemeinsam reagieren konnten. In diesem Jahr verpfändete König Sigismund von Luxemburg 13 der 24 Zipser Städte, drei weitere Städte, darunter das erst in dem Jahr zur freien Königsstadt erhobene Pudlein und die Herrschaft von Lublau in der nordöstlichen Zips an Polen, woraufhin sich der 24-Städte-Bund in den Bund der 13 Zipser Städte unter polnischer Verwaltung und den verbleibenden Bund der elf Zipser Städte spaltete. Schnell zeigte sich, dass Teile des polnischen Klerus die Auslösung und Wiederherausgabe an Ungarn ablehnten, besonders das Bistum Krakau, das etwa 100 Jahre zuvor einen Teil seines Gebiets durch Abtretungen Polens an Ungarn in der Zips verloren hatte, weshalb die polnische Verwaltung 360 Jahre andauerte. Wenige Jahre später verwüsteten die Hussitenkriege Oberungarn, als Vergeltung für die Kreuzzüge gegen die Hussiten, nach deren Ende versprengte hussitische Soldaten als Wegelagerer und Räuber noch jahrelang den Fernhandel der Region schädigten. Deshalb war die früheste Hauptaufgabe der Pentapolitana die Sicherung und der Ausbau der Handelsstraßen, neben der Frage des Umgangs mit Schuldnern. Die Verteidigung der Zips gegen die Hussiten übernahm der mährisch-katholische Söldnerführer Johann Giskra, den der Elf-Städte-Bund über Jahre zum Zipser Grafen wählte. Nach dessen Rückzug zeigte sich, dass dieser Städtebund nicht mehr das politische Gewicht hatte, die Zipser Grafenwahl gegen die Wünsche des neuen selbstbewussten Königs Matthias Corvinus durchzusetzen und 1464 belehnte Corvinus seinen Feldherrn Imre (Emmerich) Zápolya als Erbgrafen der Zips. Im Folgejahr löste sich der Elf-Städte-Bund auf, der seinen politischen Sinn verloren hatte. Imre Zápolya brachte die elf Städte schnell in seinen Besitz, was er auch mit einigen Königsstädten versuchte, diese aber verhindern konnten.
Mit der Herrschaft von König Matthias Corvinus begann auch eine etwa siebzigjährige Stabilitätsphase Ungarns, in der besonders die freien Königsstädte der Pentapolitana, die Handelsstädte des Bundes der 13 Städte unter polnischer Verwaltung und die Bergstädte in der Region wirtschaftlich aufblühten. In diese Phase fallen die oben beschriebenen Vereinheitlichungen der Stadt-, Handwerks- und Handelsrechte nach Kaschauer Vorbild und der Zenit des Wohlstands, politischen Einflusses und der Wehrhaftigkeit der Pentapolitana-Städte gegen äußere Bedrohungen. Das Kaschauer Recht war, wie auch die Zipser Willkür, ein auf Magdeburger Recht basierendes Stadtrecht. Dabei waren die Zunft- und Gildenherren im Stadtrat und die städtischen Schöffengerichte bedeutend, bei relativ geringerer Rolle der Bürgermeister.
Vom 15. bis in die zweite Hälfte des 16. Jahrhunderts sind mehrfach Beschlüsse der Pentapolitana-Generalversammlungen, so auch 1571, und auch der Stadtverwaltungen der Mitgliedsstädte erhalten, allein die deutsche Sprache zuzulassen. Diese Regelung ist in der Zeit nicht als Nationalismus, sondern als standesbewusste Abgrenzung, als Standesdünkel der hochprivilegierten freien, königlichen Stadtbürgerschaften gegen ländliche und adlige Zuwanderer zu werten. Bezeichnenderweise hatten die mit weniger exklusiven Privilegien ausgestatteten, damals ebenfalls mehrheitlich deutschsprachig bewohnten Zipser Städte und Bergstädte ausnahmslos keine solche Bestimmungen in ihren Stadtordnungen und ließen auch Slowakisch und Ungarisch als alternative Verwaltungs- und Bürgerschaftssprachen zu. Dieser Unterschied schlug sich in den gesondert formulierten evangelischen Glaubensbekenntnissen aus der ersten Hälfte des 16. Jahrhunderts nieder (siehe unten). Im letzten Viertel des 16. Jahrhunderts gaben die Pentapolitana-Städte diese Abschottung auf und sprachen auch slowakisch- und (besonders in Kaschau) ungarischsprachigen Stadtbewohnern das Bürgerrecht zu, von denen einige schon Ende des Jahrhunderts nachweislich in höhere Ämter der Magistrate, Stadtverwaltungen und Stadtgerichte gewählt wurden (wie Matthias Thoraconymus, eigentlich slowak. Matej Kabát).

### Rolle in der lutherischen Reformation

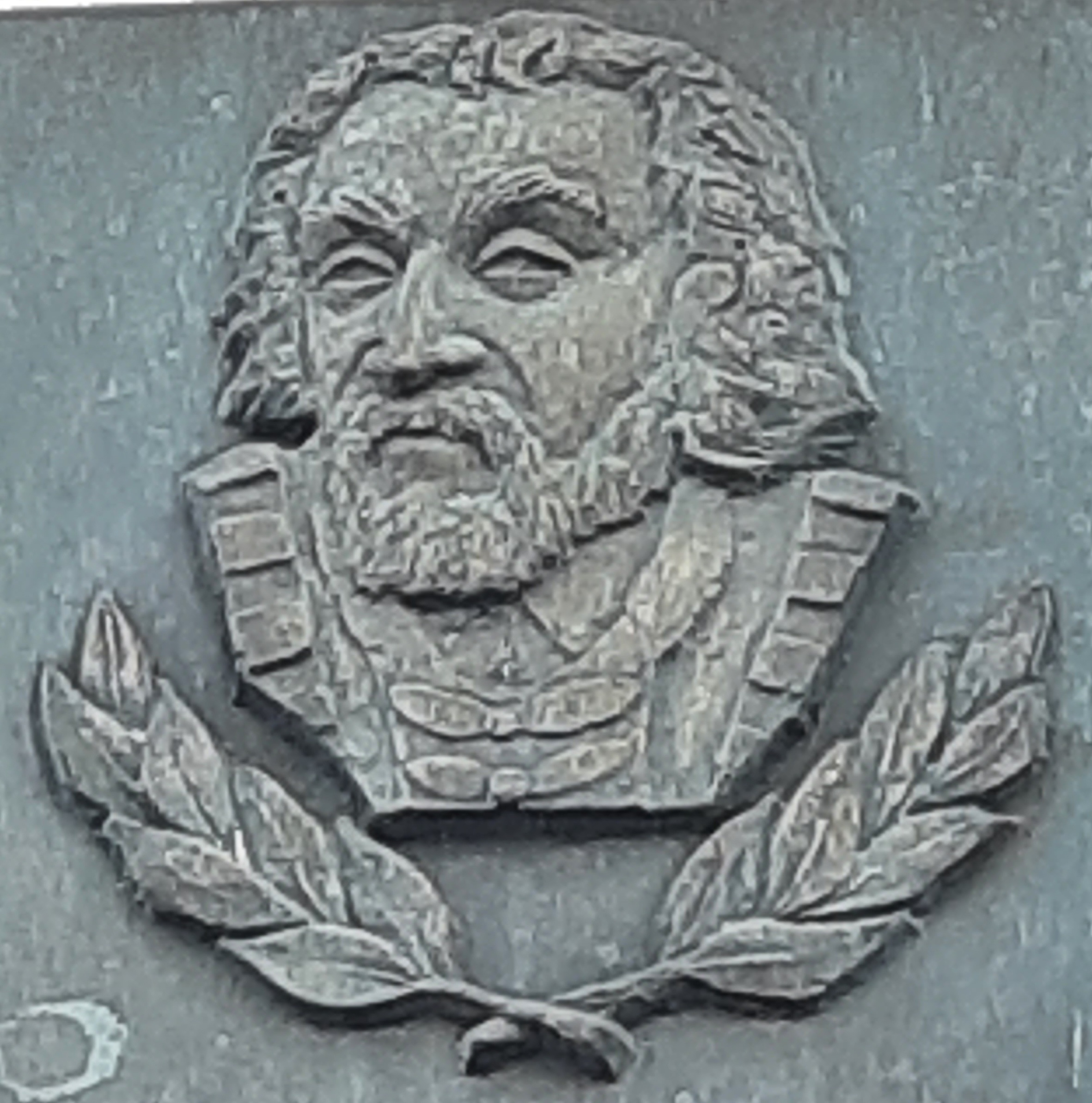
Gedenkplakette für Leonhard Stöckel in Bardejov.

Im Jahr 1549, während der Reformation, bildete sich in den fünf Städten eine eigene Variante des lutherischen Bekenntnisses heraus. Es entstand unter den historischen Umständen der Herrschaft der katholischen Habsburger. Im Heiligen Römischen Reich war den Lutheranern seit dem Augsburger Reichstag 1530, verbindlich seit dem Augsburger Reichs- und Religionsfrieden 1555 das Augsburger Bekenntnis (Confessio Augustana, zuletzt überarbeitet von Philipp Melanchthon 1540) vorgeschrieben, das auch die Siebenbürger Sachsen und fast alle Lutheraner weltweit übernahmen. Nachdem der zur Reformation skeptisch, aber nicht feindlich stehende Habsburger König Ferdinand I. die Bürgerschaften der Pentapolitana aufforderte, ihren Glauben zu erklären, formulierte der Reformator Leonhard Stöckel, ein Melanchthon-Schüler aus Bardejov (Bartfeld), 1549 die Confessio Pentapolitana, die mehr als ihr Augsburger Vorbild die Gemeinsamkeiten mit dem katholischen Glauben betonte und sich von radikaleren Reformationsströmungen, den Wiedertäufern, Calvinisten und Unitariern deutlicher abgrenzte, deshalb akzeptiert wurde. Sie war von der Mitte des 16. Jahrhunderts bis zur einsetzenden Gegenreformation Ende 17. Jahrhundert verbindliches, verpflichtendes Bekenntnis für alle Städtebürger der Pentapolitana. Diesem Vorbild folgten die Bergstädte der „niederungarischen Heptapolitana“ westlich der Zips, die 1559 die Confessio Heptapolitana als verbindliches lutherisches Bekenntnis in ihren sieben Mitgliedsstädten einführten. Schließlich nahmen sich die übrigen Zipser Städte unter Zipser Willkür (einschließlich der oberungarischen Bergstädte der südlichen Zips, teilweise auch jenseits der Grenzen) die 1568 verfasste Confessio Scepusiana (Zipser Bekenntnis) als maßgebliche Bekenntnisschrift der Zips an. Auch sie lehnt sich an die Confessio Augustana an, ist aber wie die Confessio Pentapolitana und die Confessio Heptapolitana konservativer formuliert, um vom König anerkannt zu werden. Unterschiede finden sich in sprachlichen Festlegungen. Während die Bürgerschaften der Pentapolitana sich in dieser Zeit deutlich von Neubewohnern, auch in die Städte geflüchteten Adligen abgrenzten und deshalb in der Confessio Pentapolitana (wie in Magistraten, Stadtverwaltungen und Bundesversammlungen) allein Deutsch zur verbindlichen Sprache festlegten, erlaubten die Confessio Heptapolitana und die Confessio Scepusiana auch Gottesdienste und Gemeindeleben in slowakischer Sprache und Übersetzungen der religiösen Schriften in die etablierte Schrift- und Religionssprache Tschechisch mit slowakischen Einflüssen (Slowakisch wurde im 18./19. Jahrhundert voll entwickelte Schriftsprache) und begründeten so den lutherischen Erfolg unter einem kleineren Teil der slowakischen Bevölkerung. Die Entwicklung drei eigener lutheranischer Bekenntnisschriften, die aber von allen Lutheranern weltweit anerkannt werden, ist eine Besonderheit der heutigen Slowakei, abweichende lutherische Bekenntnisschriften hatten in dieser Zeit außerhalb der Slowakei nur die lutherischen Kirchen Württembergs (Confessio Virtembergica).

### Spätzeit

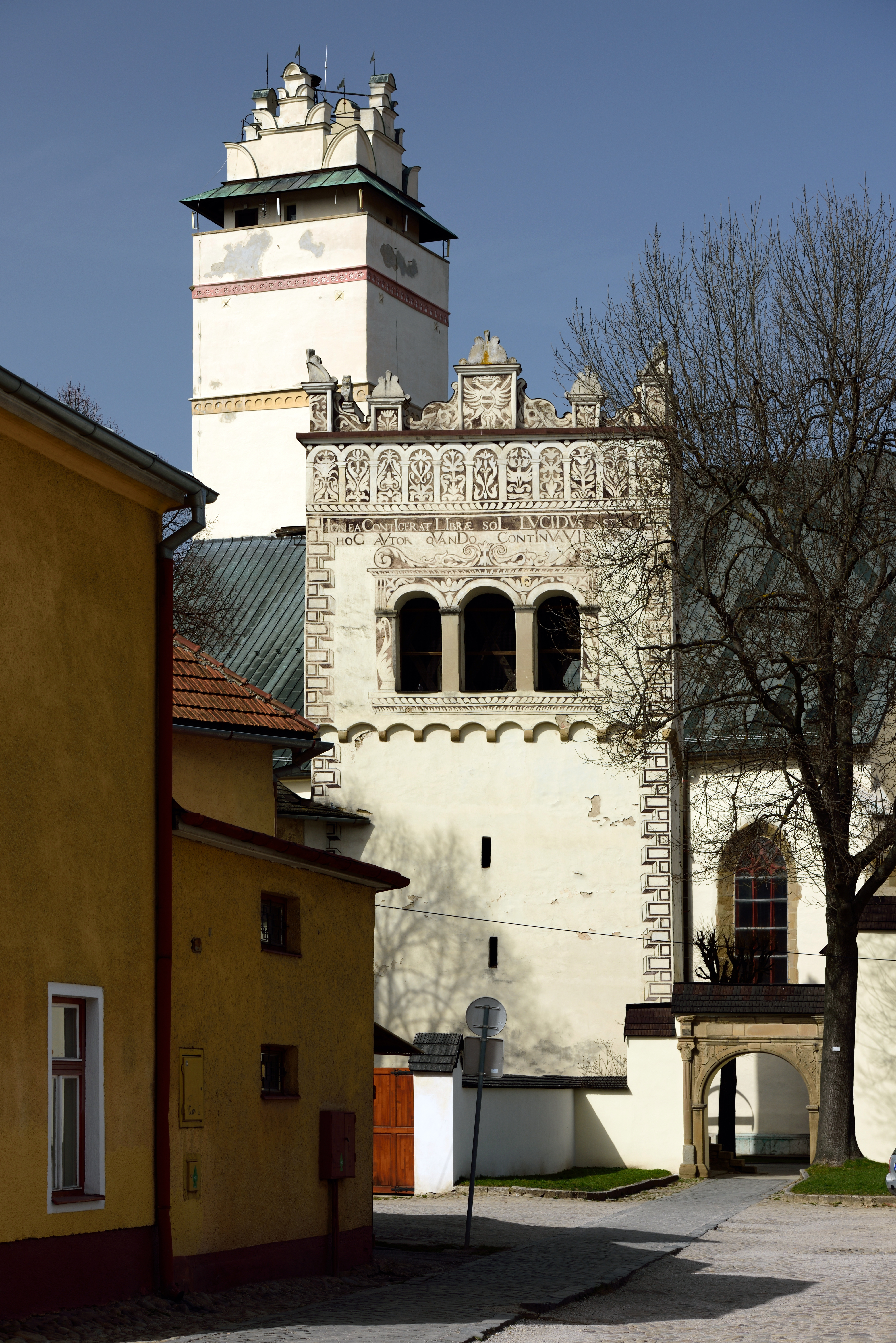
Käsmark (Kežmarok/Késmárk), die sechste Mitgliedsstadt, Heilig-Kreuz-Basilika und Renaissance-Glockenturm

Im Jahr 1660, in der von Krisen und Bevölkerungsverlusten gekennzeichneten Spätzeit, wurde Käsmark (sk. Kežmarok, ung. Késmárk) als sechste Mitgliedsstadt in die Pentapolitana aufgenommen, die aber ihren traditionellen Namen behielt.
Ab dem zweiten Viertel des 16. Jahrhunderts verlor der Fernhandel zwischen Polen und Ungarn allmählich an Bedeutung gegen die Konkurrenz westeuropäisch-überseeischen Handels und durch den breiten Übergang zur Leibeigenschaft, der zwar den Adel als Agrarlieferanten Westeuropas reich machte, aber die ländliche Wirtschaft und damit die Gesamt-Volkswirtschaften stagnieren ließ. Auch der Bergbau verlor durch steigende Kosten beim Vordringen in größere Tiefe, wachsende Steuern zur Verteidigung und Konkurrenz anderer Reviere langsam an Rentabilität. Nach den Quellen des 17./18. Jahrhundert war nur noch der Weinhandel nach Polen und der Leinenhandel nach Ungarn von überregionaler Bedeutung.
Noch negativer wirkte sich die „Dreiteilung“ Ungarns zwischen dem Osmanischen Reich, dem mit ihm verfeindeten königlichen Ungarn der katholischen Habsburger und dem pro-osmanischen evangelisch-magnatischen Vasallenstaat Fürstentum Siebenbürgen aus, wodurch Oberungarn, das eigentlich zum königlichen Ungarn gehörte, mehrfach von Siebenbürgen erobert wurde. Schon im Ungarischen Bürgerkrieg 1526–33 zwischen dem gewählten König Johann Zápolya und dem gewählten König Ferdinand I. von Habsburg, in den die Osmanen intervenierten, gehörte Kaschau 1526–1552 zum Fürstentum Siebenbürgen im Machtbereich von Johann Zápolya, während die anderen Städte unter Führung von Eperies im königlichen Ungarn der Habsburger verblieben. Nach dem Aufstand des oberungarischen Magnaten Stephan Bocskai, später auch Fürst von Siebenbürgen, gegen König Rudolf wurde Kaschau 1604–06 erneut vorübergehend Siebenbürgen zugesprochen und von den übrigen Städten der Pentapolitana im königlichen Ungarn getrennt. Nach erneuten Kriegen zwischen beiden Teilreichen fiel ganz Oberungarn unter Gabriel Bethlen 1619–26 und Georg I. Rákóczi 1644–48 vorübergehend an Siebenbürgen (vertraglich bei allen drei Fürsten bis zu ihrem Tod). Die schwersten Zerstörungen und Entvölkerungen erlitt Oberungarn in der Zeit der großen Kuruzen-Aufstände unter Emmerich Thököly (1678–87/88) und nach Ende der Türkenkriege unter Franz II. Rákóczi (1703–11) gegen die Habsburger und ihren Niederschlagungen. Der demographische Tiefpunkt, auch der Pentapolitana-Städte, folgte nach einer Pest-Epidemie 1719/20, in der nochmals fast die Hälfte der Bevölkerung starb.
In dieser Zeit veränderte sich auch die sprachliche Zusammensetzung der Stadtbürgerschaften der Pentapolitana-Städte. Schon im Ungarischen Bürgerkrieg 1526–33 besetzte Johann Zápolya Kaschau, vertrieb den evangelisch-lutherischen Stadtrat und einen Teil des lutherischen, deutschsprachigen Großbürgertums, die Ferdinand loyal waren, und siedelte an ihrer Stelle loyale ungarischsprachige Calvinisten an, die seither einen wichtigen Teil der Bürgerschaft bildeten. Nach den Bevölkerungsverlusten siedelten die habsburgischen Behörden im 18. Jahrhundert im Zuge der Gegenreformation, bei der schon in den 1670er Jahren alle mittelalterlichen Kirchen an die Römisch-Katholische Kirche zurückgegeben wurden, zahlreiche zumeist slowakisch- oder ungarischsprachige Katholiken an, um die Kirchgemeinden aufzufüllen. Die an Bevölkerungszahl dezimierten evangelischen Altbewohner, die neue Kirchen gründeten, konvertierten trotz aller Einschränkungen und Diskriminierungen nur zum kleineren Teil zur katholischen Kirche. Um 1900 war in allen Städten nur noch deutlich unter 20 % der Städtebürger deutschsprachig, allein in Käsmark, das in einem deutschsprachigen Einzugsgebiet lag, noch über die Hälfte.
Die Pentapolitana hatte im 18./19. Jahrhundert kaum noch wirtschaftliche und politische Bedeutung, bestand aber weiter. Noch während der Wirren der ungarischen Revolution 1848/49 gab sie, wie andere Städte Ungarns, gemeinsames Notgeld aus, deren Papierscheine auf Ungarisch, Slowakisch, Deutsch und Polnisch beschriftet waren. Offiziell wurde sie aber erst in der Regierungszeit des neoabsolutistischen österreichischen Ministerpräsidenten Alexander von Bach (1852–59) aufgelöst.